# Requiem for Hell
Requiem for Hell è il nono album in studio del gruppo musicale giapponese Mono, pubblicato nel 2016.

## Tracce
Musiche di Mono.
1. Death in Rebirth – 8:05
2. Stellar – 4:58
3. Requiem for Hell – 17:48
4. Ely's Heartbeat – 8:27
5. The Last Scene – 6:43

## Formazione
- Takaakira "Taka" Goto – chitarra, direzione artistica, arrangiamento strumenti ad arco
- Yasunori Takada – batteria
- Hideki "Yoda" Suematsu – chitarra ritmica
- Tamaki Kunishi – basso

Altri musicisti
- Susan Voelz – primo violino
- Inger Petersen Carle – violino
- Andra Kulans – violino
- Vannia Phillips – violino
- Nora Barton – violoncello
- Veronica Nettles – violoncello
- Alison Chesley – violoncello (traccia 2)
- Nick Broste – trombone (traccia 2)

Produzione
- Mono – produzione
- Steve Albini – produzione, ingegneria del suono, missaggio
- Jeremy DeVine – direzione artistica, design
- Gustave Doré – illustrazione
- Will Thomas – ingegneria del suono
- Bob Weston – mastering